# PSR B1257+12
PSR B1257+12 (a volte abbreviata in PSR 1257+12), o Lich, è una pulsar situata nella costellazione della Vergine, ad una distanza di circa 980 anni luce dalla Terra. Possiede tre pianeti extrasolari, i primi ad essere scoperti attorno ad una pulsar.

## La pulsar
Fu scoperta dall'astronomo Aleksander Wolszczan nel 1990 tramite il Radiotelescopio di Arecibo. Si tratta di una pulsar millisecondo, una specie di stella di neutroni che presenta anomalie nel periodo di pulsazione, dotata di un periodo di rotazione di 6,22 ms.
La sua massa è appena superiore al limite di Chandrasekhar, equivalente ad 1,4 masse solari; nonostante la massa, le dimensioni dell'oggetto sono molto compatte: infatti, l'astro ha un raggio pari a 0,000015 volte il raggio del Sole, ovvero di soli 13,91 km.

## Sistema planetario

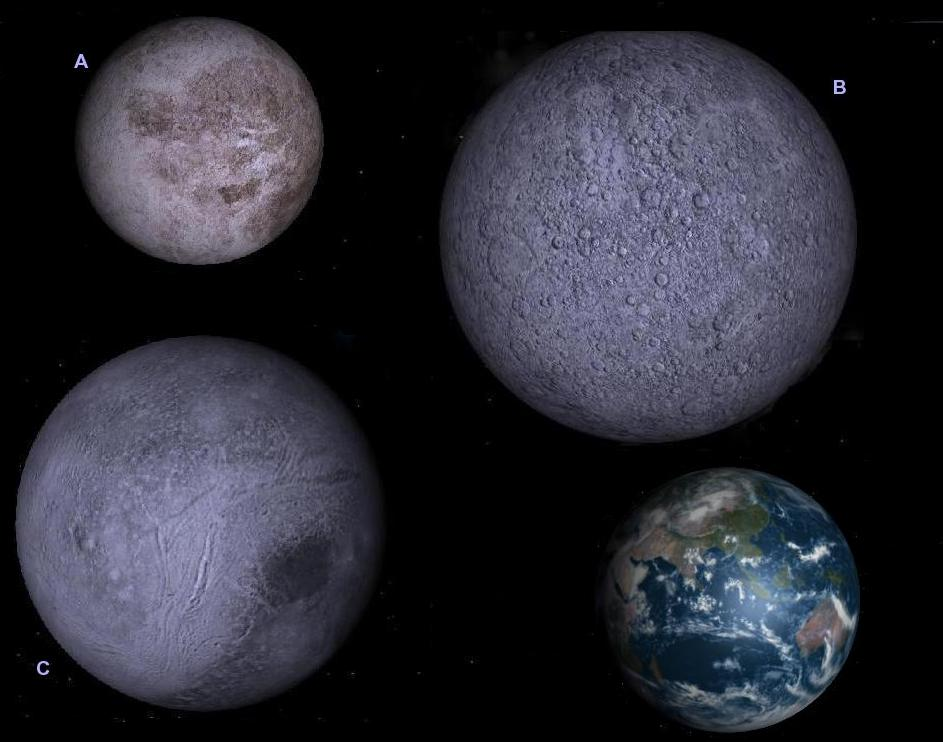
Rappresentazione artistica dei pianeti del sistema PSR B1257+12 confrontati con le dimensioni della Terra

Nel 1992 Aleksander Wolszczan e Dale Frail scoprirono che attorno alla pulsar orbitavano due pianeti: si trattava dei primi pianeti extrasolari ad essere scoperti intorno a una pulsar, il che suscitò un grande interesse nella comunità scientifica in quanto si supponeva che solo le stelle di sequenza principale potessero avere pianeti. Il sistema potrebbe anche avere una cintura asteroidale o un disco simile alla fascia di Kuiper. I pianeti confermati sono tre: A, B e C; da notare che i pianeti della pulsar PSR B1257+12 hanno ricevuto una designazione da A fino a D (in ordine crescente di distanza), a differenza dei pianeti scoperti tempo dopo, i quali seguono la notazione standard nella quale il primo pianeta scoperto è b, seguito da c, d, e così via.
Gli astrofisici hanno formulato due ipotesi sull'origine dei pianeti scoperti. La prima ritiene che i pianeti siano i nuclei rocciosi di pianeti in precedenza giganti gassosi, la cui atmosfera è stata spazzata via dall'esplosione della stella madre in supernova di tipo II ed hanno ristretto la propria orbita. La seconda ipotesi considera invece che i pianeti siano il risultato di una seconda formazione planetaria causata dai detriti del resto di supernova. In quest'ultimo caso è stato ipotizzato che potrebbero essere dei pianeti di carbonio.

### Ipotesi della cometa
Si era ipotizzato che un asteroide o una cometa, chiamato PSR B1257+12D, orbitasse attorno a PSR B1257+12 ad una distanza media di 2,6 au con un periodo di 3,5 anni circa.
L'oggetto non era stato considerato come un pianeta perché apparentemente molto piccolo, ma piuttosto il primo asteroide o la prima cometa extrasolare nota simile agli oggetti presenti nella Fascia di Kuiper del sistema solare.
Tuttavia, successivi studi hanno suggerito che le anomalie delle pulsazioni non periodiche che rivelavano un quarto corpo orbitante si potevano attribuire a lenti cambiamenti nella misura della dispersione della pulsar stessa.

### Prospetto sul sistema
Segue un prospetto sul sistema planetario.
| Pianeta             | Tipo        | Massa          | Periodo orb.            | Sem. maggiore | Eccentricità    |
| ------------------- | ----------- | -------------- | ----------------------- | ------------- | --------------- |
| A (b / Draugr)      | roccioso    | 0,020±0,002 M⊕ | 25,262 ± 0,003 giorni   | 0,19 au       | 0,0             |
| B (c / Poltergeist) | super Terra | 4,3±0,2 M⊕     | 66,5419 ± 0,0001 giorni | 0,36 au       | 0,0186 ± 0,0002 |
| C (d / Phobetor)    | super Terra | 3,9±0,2 M⊕     | 98,2114 ± 0,0002 giorni | 0,46 au       | 0,0252 ± 0,0002 |

## Nomenclatura dei corpi del sistema
Con l'iniziativa dell'Unione astronomica internazionale NameExoWorlds il sistema di PSR B1257+12 è uno dei diciannove sistemi planetari i cui corpi sono stati battezzati con nomi propri nell'edizione del 2015. Una prima proposta italiana era stata avanzata dal Planetario di Roma, che aveva suggerito i seguenti nomi presi dalla tradizione romana: Gravitas per la pulsar, Trivia, Antevorta e Postvorta per i pianeti. Questa proposta non è stata tuttavia accettata dall'Unione Astronomica Internazionale.
Una seconda proposta italiana è stata sottomessa dal Planetarium Alto Adige, e a dicembre del 2015 i nomi proposti sono stati accettati definitivamente:
|                 | Nome proposto | Motivazione |
| --------------- | ------------- | --- |
| Pulsar          | Lich          | Una pulsar è il nucleo di una stella esplosa. Dunque una pulsar non è una "stella vivente", ma il resto mortale di una stella. Pur essendo morta brilla ancora - in un certo senso una pulsar è un morto-vivente, ovvero una stella zombie. Un "lich" è un morto che cammina nei libri di fantasy, che è per lo più rappresentato in forma scheletrica. La particolarità di un lich è che esercita potere su altre creature non morte. Anche la pulsar esercita un potere sui pianeti tramite la forza gravitazionale. Dunque "Lich" è un nome adatto per PSR 1257 + 12. |
| Primo pianeta   | Draugr        | Un draugr è una creatura non morta della mitologia norrena. Significa letteralmente "camminatore di nuovo", o "colui che cammina dopo la morte". La teoria della formazione dei pianeti intorno alla pulsar considera che i pianeti siano il risultato di una seconda formazione planetaria causata dai detriti del resto di supernova. I pianeti che osserviamo adesso sono dunque "camminatori di nuovo", ovvero draugr. |
| Secondo pianeta | Poltergeist   | L'individuazione di pianeti extrasolari orbitanti attorno alle pulsar è deducibile dal passaggio del pianeta davanti al fascio di luce emesso dalla pulsar. Questo intervallo può essere rilevato conoscendo il periodo di rotazione della pulsar e calcolando l'intervallo. Dunque si tratta di un metodo indiretto. Proprio come il pianeta, anche le creature "poltergeist" non sono visibili direttamente, ma solamente attraverso i loro disturbi fisici (rumore, oggetti in fluttuazione, ecc). Come un poltergeist, anche un esopianeta in orbita intorno ad una pulsar è invisibile ad occhio nudo, ma entrambi possono essere percepiti attraverso i loro impatti sull'ambiente locale. |
| Terzo pianeta   | Fobetore      | Nella mitologia greca Fobetore è uno degli Oneiroi, figlio di Ipno e fratello di Morfeo e Fantaso e viene descritto come la personificazione degli incubi. La scoperta di pianeti extrasolari intorno alle pulsar era completamente inaspettata. Nessuno poteva immaginare l'esistenza di pianeti intorno ad una stella morta, una zona terribile e paurosa. |